# Etappe (Zeitschrift)
Die Etappe (Untertitel: Zeitschrift für Politik, Kultur und Wissenschaft; ab Nr. 21: Magazin für drakonisches Denken) ist eine deutsche Zeitschrift aus dem Umfeld der „Neuen Rechten“. 

## Erscheinungsweise
Die im A5-Paperback-Format edierte Zeitschrift erschien erstmals im Juni 1988. Laut Mediadaten vom 1. August 1988 sollte sie dreimal jährlich in einer Auflage von 2500 Exemplaren erscheinen. Bereits ab der Sechsten Etappe vom Dezember 1990 erschien sie jedoch nur noch einmal im Jahr, später auch in größeren Abständen, so dass Anfang 2013 erst die Einundzwanzigste Etappe (2011/2012) erreicht war (die Heftnummer ist jeweils Bestandteil des Namens), im Juni 2015 die Zweiundzwanzigste (2013/2014/2015), im März 2017 die Dreiundzwanzigste (2016/2017).

## Herausgeber und Autoren
Die Etappe erscheint in Bonn und wird von Heinz-Theo Homann (bis 1992 mit Andreas Raithel, von 1993 bis 2010 mit Günter Maschke) herausgegeben. Ihr Motto lautet: „Aufklärung ist immer auch Aufklärung der Mächtigen.“ Thematisch deckt sie das gesamte geistes- und sozialwissenschaftliche Themenspektrum ab, wobei der Schwerpunkt auf der Zeit- und Geistesgeschichte des 19. und 20. Jahrhunderts liegt.
Die Wochenzeitung Junge Freiheit schreibt der Etappe „eine Vorliebe für Denker der antiaufklärerischen und antidemokratischen Tradition“ zu. Zahlreiche Artikel der Etappe beziehen sich positiv auf Denker und Schriftsteller wie Friedrich Nietzsche, Vilfredo Pareto, Carl Schmitt, Ernst Jünger, Georges Sorel, Botho Strauß, Panajotis Kondylis u. a.
Als Autoren zeichneten bisher neben den Herausgebern u. a.
| - Gerd Bergfleth - Julien Freund - Robert Hepp - Hermann Klenner - Axel Matthes - Reinhart Maurer | - Martin Mosebach - Karl Riha - Josef Schüßlburner - Roman Schnur | - Walter Seitter - Christian Tilitzki - Volkmar Weiss - Karlheinz Weißmann |